# Pinkamindszent
Pinkamindszent (deutsch: Allerheiligen an der Pinka) ist eine Gemeinde im Kreis Körmend, der im Komitat Vas im Westen Ungarns liegt. Der Ort liegt fast direkt an der Grenze zu Österreich.
Der Ort war der letzte ungarische Bahnhof der Güssinger Bahn vor der Staatsgrenze zu Österreich und Endstation der innerungarischen Zugsverbindungen. Diese Bahnstrecke verlief von Körmend in Ungarn nach Güssing im österreichischen Burgenland, sie wurde bis 1962 bis auf wenige Reste abgetragen. 
Der Fluss Pinka fließt südlich von Pinkamindszent zu seiner Mündung in die Raab. 

## Sehenswürdigkeiten
- Römisch-katholische Kirche Mindenszentek templom, erbaut um 1800

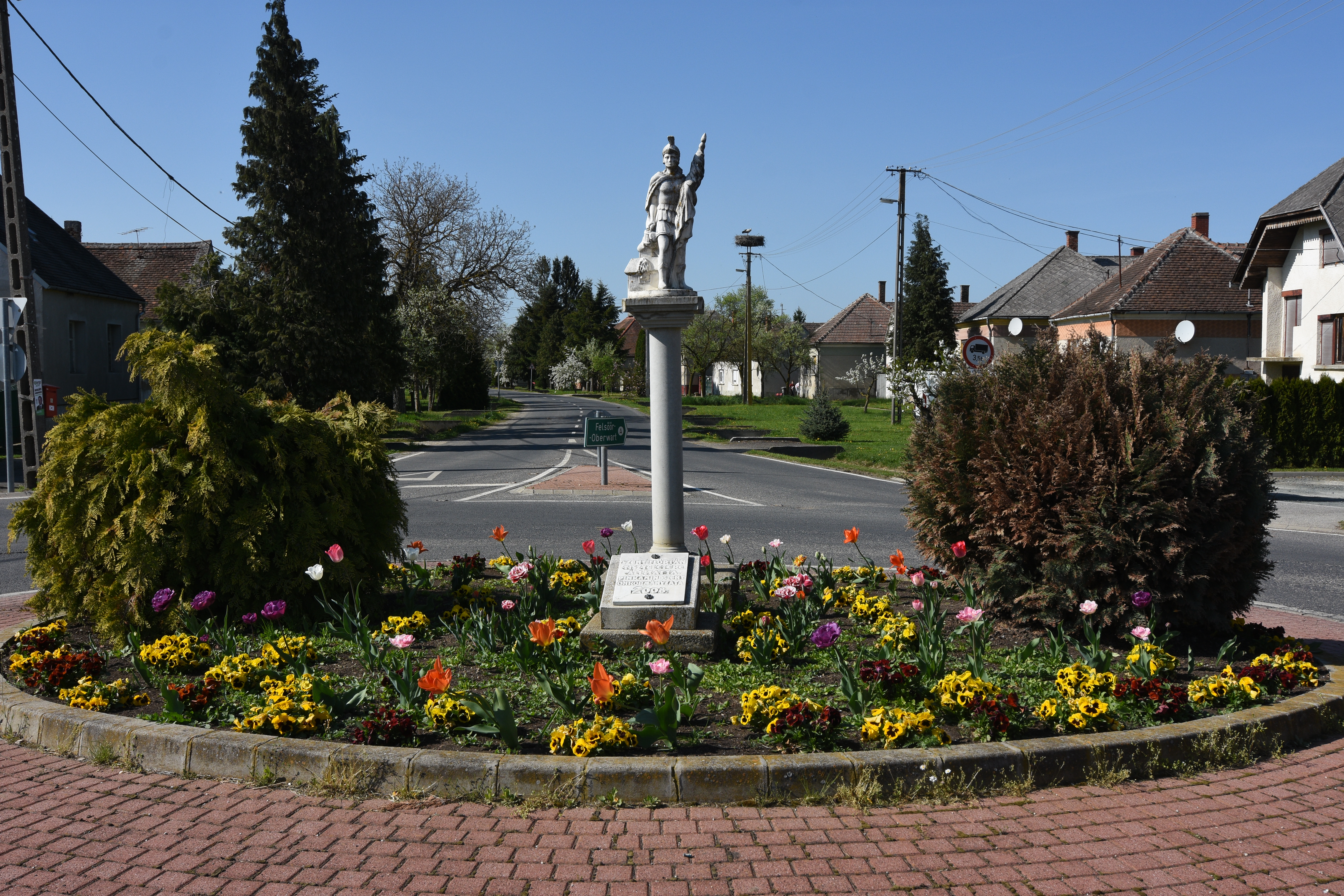
Kreisverkehr mit Hl. Florian

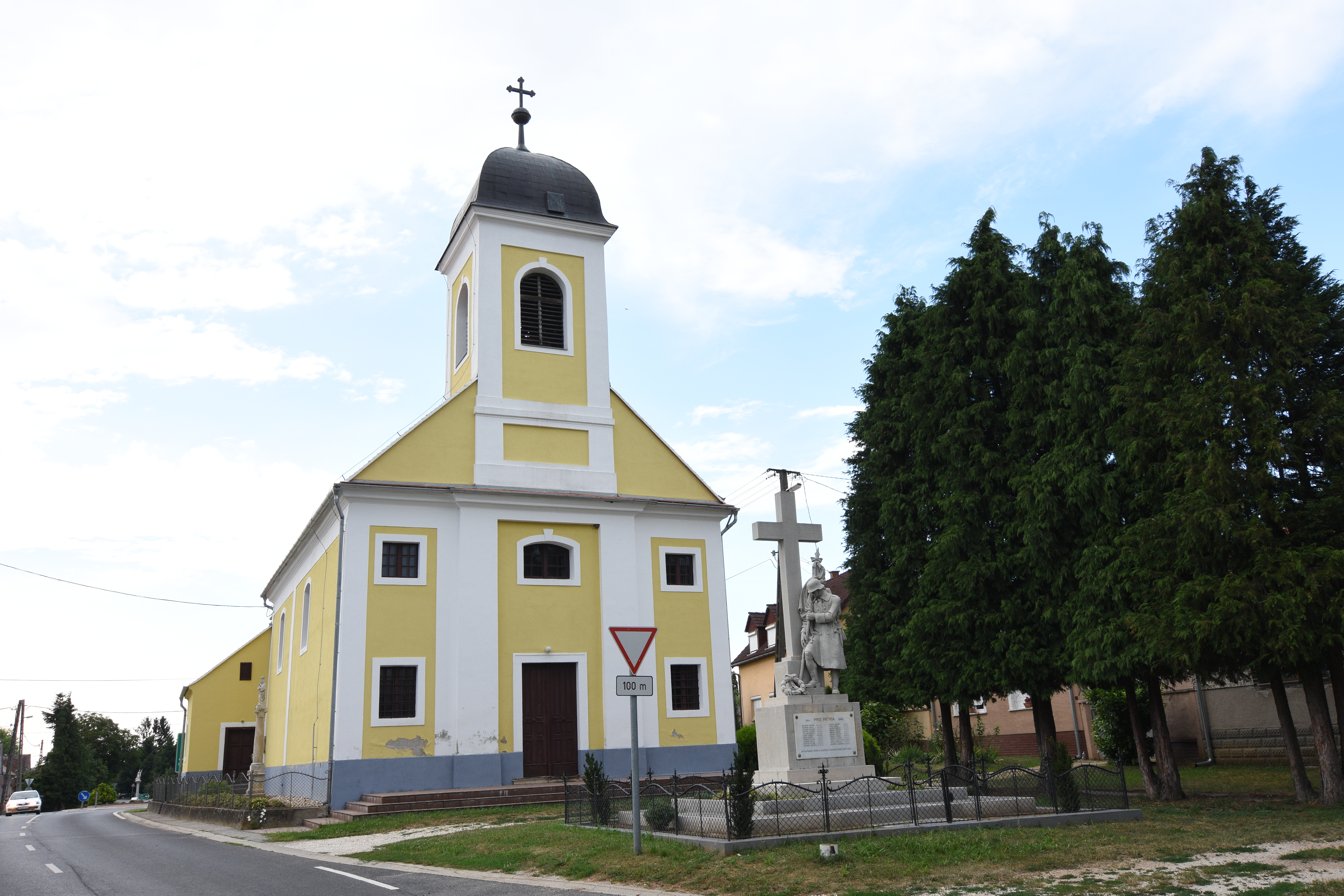
Kirche Pinkamindszent